# Cheval en Indonésie
Le cheval en Indonésie (indonésien : kuda) a probablement été importé depuis la Chine ou la Mongolie, et reste rare avant le XIIIe siècle. L'élevage et le commerce des chevaux se développent ensuite sous l'influence de la Compagnie néerlandaise des Indes orientales (VOC), ce qui entraîne une dissémination génétique d'un même type de petit cheval entre l'Indonésie, l'Afrique du Sud, les Mascareignes et l'Asie du Sud-est continentale. 
Les races de chevaux indonésienne sont très nombreuses et variées, chaque île ayant sa propre race, l'une des plus connues étant le poney de Java.

## Histoire

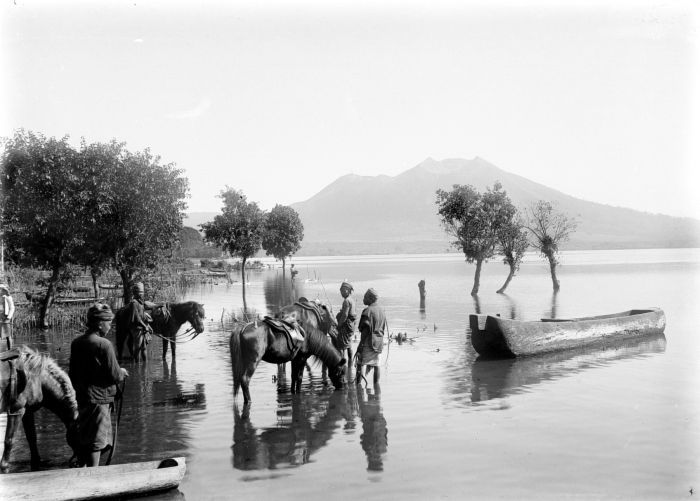
Chevaux abreuvés au lac Batur au début du XX.

Les chevaux d'Asie du Sud-Est sont méconnus. Ils font l'objet de peu d'études. Le prisme européen, avec sa recherche d'exotisme, a influencé la vision de l'histoire du cheval. Il faut attendre les recherches du maître de conférences néerlandais Peter Boomgaard, publiées en 2004, pour obtenir de premières analyses précises.

### Arrivée du cheval en Indonésie
La date d'arrivée des premiers chevaux dans l'archipel indonésien ne peut pas être déterminée avec certitude, bien que quelques indices attestent de cette arrivée avant le IXe siècle à Sumatra, avec une présence race et sporadique avant le XIIIe siècle,. La plus ancienne serait une introduction au IIIe siècle. Les sources écrites sont très rares avant le XVe siècle. Tomé Pires atteste une fois la présence de chevaux à Sumatra vers 1515. 
Plusieurs possibilités d'origines sont discutées. Le professeur d'histoire économique William Gervase Clarence-Smith (en) estime que tous les poneys d'Asie su Sud-Est dérivent d'une souche tibétaine, qui a ensuite transité par le Yunnan, en Chine. La race Batak du nord de Sumatra
ressemble morphologiquement beaucoup au cheval mongol, ce qui pourrait indiquer une introduction chinoise. L'ouvrage de CAB International penche aussi pour une origine chinoise ou mongole, estimant que la plupart des chevaux indonésiens actuels soient issus d'un type mongol qui a transité par la Chine.

### Situation précoloniale
Tout au long des XVIe et XVIIe siècles, les sources écrites démontrent qu'un commerce de chevaux existe déjà en Indonésie, en particulier depuis Aceh. Tomé Pires, écrivant vers 1515, mentionne des chevaux à Sumatra, en particulier à Pariaman, port de commerce du centre-ouest de cette île, dans lequel se trouvent de nombreux chevaux « qu'ils vont et vendent continuellement dans le royaume de Sunda ». 
Le marchand français Augustin de Beaulieu décrit « beaucoup de chevaux, mais de petite taille » dans les pâturages autour d'Aceh. Le poneys Batak est exporté, à l'inverse des races de plus grande taille sont importées, en particulier des chevaux persans, sans doute pour le souverain et la noblesse. Pour Boomgaard, il semble que les célèbres chevaux Batak aient pu exister vers 1600, mais pas encore à la fin du XIVe siècle.
Il n'existe pas de source connue plus récente que la première édition de l'Histoire de Sumatra en 1783 pour connaître les pratiques d'élevage locales. Cette sources décrit des « plaines étendues, ouvertes et nues », « entièrement dépourvues de bois », soit cultivées, soit utilisées comme terrain de pâturage pour les troupeaux de buffles, vaches et chevaux. L'abattage des chevaux est fréquent à Sumatra, avec un élevage spécifique destiné à l'abattage public et à la consommation, sous supervision de l'État. La chasse au cerf à dos de cheval est pratiquée, et des courses de chevaux sont organisées pour la distraction.
L'élevage des chevaux a vraisemblablement entraîné un défrichement par le feu, la forêt tropicale n'étant pas un environnement adapté.
Vers 1600, l'île de Java régie par le sultanat de Banten semble avoir peu de chevaux, qui plus est de petite taille et utilisés seulement pour l'équitation.

### À l'époque coloniale

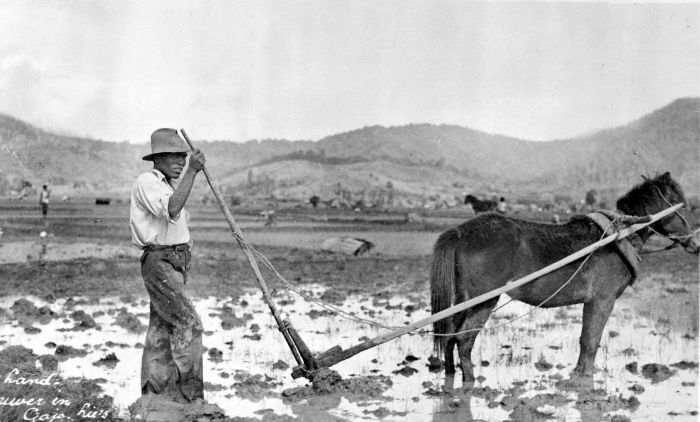
Labour au cheval sur Aceh.

L'arrivée de la Compagnie néerlandaise des Indes orientales (Vereenigde Oost-Indisch Compagnie ou VOC) entraîne de profonds bouleversements en termes de commerce des populations de chevaux de l'Asie du Sud-Est maritime. Ces populations chevalines sont vendues et déplacées « d'un bout à l'autre de l'archipel », particulièrement sur l'île de Java. Les chevaux indonésiens sont commercialisés jusqu'au Siam et dans le sud-est de l'Inde. D'après Clarence-Smith, les contraintes géographiques impliquent cependant que la majorité du commerce s'effectue des îles du sud-est de l'Indonésie jusqu'à Java, de Sumatra vers la Malaisie, et de nombreuses régions des Philippines vers Manille. La VOC, dont le siège est à Batavia, gère un « flux constant de chevaux », allant des petits chevaux du type d'Asie du Sud-Est à des chevaux plus grands, d'origine arabe ou européenne, destinés à servir de cadeaux diplomatiques. En 1666, des chevaux de Java et de Makassar sont introduits au Sri Lanka. Le Shogun du Japon et le roi de Kandy (Sri Lanka) fournissent à la VOC des indications précises à propos du type de chevaux qu'ils souhaitent acquérir. Le sultanat de Banten demande aussi fréquemment des chevaux à la VOC, qui lui en envoie de temps en temps, dont de grands chevaux persans.
La subsistance du cheval sur ces îles est menacée par des maladies nouvellement introduites, qui réduisent gravement ses effectifs, et par la « science » coloniale, qui entraîne une réduction de ses capacités de reproduction.
En 1871–1880, l'Australie devient exportatrice de chevaux vers l'Indonésie, mais ces exportations diminuent drastiquement dans les années 1890 pour répondre à la demande de la ruée vers l'or. 

#### Marché des Mascareignes
Des chevaux indonésiens orientaux sont exportés dans les Mascareignes au XIXe siècle, afin d'être mis au travail dans les plantations de canne à sucre, qui demandent des chevaux tant pour le transport (y compris urbain) que pour le fonctionnement des moulins à sucre. La première mention certaine date de 1821, puis ce débouché commercial est régulier tout au long du XIXe siècle, restant « fermement entre les mains des capitaines de navires français, l'île Maurice étant un client plus important que la Réunion ». Un peu plus de 100 chevaux par an arrivent sur l'île Maurice en provenance des Indes orientales néerlandaises dans les années 1840. Ce commerce prend fin dans les années 1880 vers la Réunion, et en 1914 dans le reste des Mascareignes.

#### Marché malaisien
L'intensification des plantations en Malaisie à partir des années 1880 entraîne une forte demande en chevaux, le pays ne comptant alors aucun équidé « bien que les bœufs et les éléphants aient joué un rôle important dans le transport rural ». 2 000 à 3 000 chevaux sont importés chaque année, généralement depuis Singapour et Penang, en provenance de l'Indonésie, « dans des bateaux battant pavillon néerlandais ». Cela entraine une confusion dans la définition des races de chevaux indonésiennes, les poneys nés sur les hauts plateaux de l'île de Sumatra prenant, à tort, le nom de « poneys de Deli » car ils sont expédiés depuis les ports de l'Île de Deli.

## Pratiques et usages
Les chevaux indonésiens n'ont pratiquement jamais été utilisés pour la traction des outils agricoles, et avant les années 1800 du moins, étaient rarement utilisés comme bêtes de somme. Il est vraisemblable que de petits exploitants aient dû s'occuper des chevaux des chevaux de la noblesse. Avant 1800, les chevaux d'Indonésie sont vraisemblablement destinés à la guerre, la chasse, à des tournois de joute, et à servir de montures pour la noblesse. Ces joutes montées deviennent régulières à partir du XVIIe siècle, avec des tournois organisés dans les cours royales de Java jusqu'au début du XIXe siècle. Elles disparaissent vraisemblablement après la guerre de Java.
Sur Java, en 2016, un cheval-bibliothèque (Kuda Pustaka) est bâté pour apporter des livres aux enfants illettrés.

### Sport hippique
Les courses de chevaux se développent au début du XXe siècle, initialement avec des chevaux appartenant à des Néerlandais. Ce développement entraîne une demande en animaux rapides. Les principaux chevaux employés pour les courses sont des poneys de race Sandalwood détenus par des propriétaires Hollandais. L'indépendance de l’Indonésie ne fait pas diminuer la popularité des courses de chevaux, au contraire.

## Élevage
En 2017, dans l'ouvrage Equine Science, la population chevaline indonésienne est estimée à 397 196 têtes, ce qui représenterait 0,67 % de la population chevaline mondiale.
Les échanges commerciaux ont entraîné une parenté génétique entre les chevaux indonésiens et ceux de l'Afrique du Sud, des Philippines, du Lesotho et de l'Asie du sud-est continentale, particulièrement de la Thaïlande. Les chevaux indonésiens sont vraisemblablement à l'origine des poneys des Philippines, dans la mesure où certains chevaux indonésiens étaient déjà présents dans l'île de Mindanao et peut être dans l'archipel de Sulu.

### Races élevées

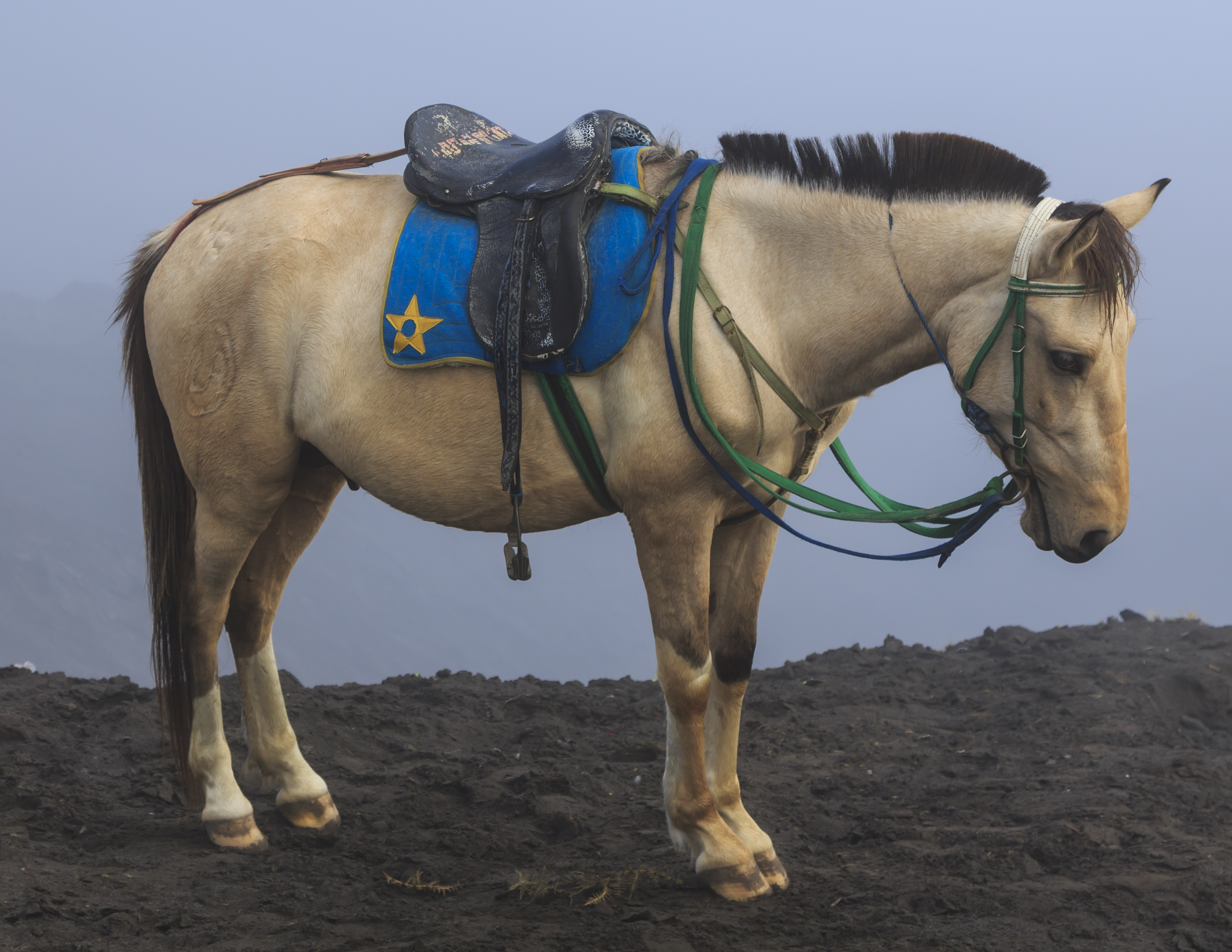
Poney de l'île de Java.

D'après l'historien Peter Boomgaard, dans les sources historiques consacrées à l'archipel indonésien aux XIXe et XXe siècles, peu de races de chevaux sont initialement mentionnées. Lorsqu'elles le sont, l'accent est davantage mis sur leurs ressemblances que sur leurs différences. En principe, la définition d'une race animale implique que les membres d'une même race puissent être distingués des membres d'une autre race par un ensemble de caractères morphologiques spécifiques, et par la couleur de robe. Concernant les chevaux indonésiens, il semble que ce soit davantage la subjectivité de chaque auteur qui ait conduit à distinguer des « races », plutôt que des critères scientifiques. La plupart de ces « races » sont des poneys, localement adaptés à chaque île. Certains d'entre eux sont sélectionnés sur une morphologie de petit cheval plutôt que de poney.
La base de données DAD-IS recense quinze races de chevaux élevée en Indonésie : le Bali, le Batak ou Deli, le Bima, le Flores, le Gayo, le Java, le Kuningan, le Lombok, le Macassar, le Minahasa, le Sandalwood ou Sumba, le Sumbar-Sandel-Arabe, le Sumbawa (dont le poney de Bima est considéré comme une variété selon d'autres sources), le Kuda-Pacu et le Pur-sang.
Le dictionnaire de CAB International mentionne une race supplémentaire, du nom de « Padang ».

### Maladies et parasitisme
Les chevaux indonésiens, tout comme les buffles, sont très souvent infectés par le parasite Trypanosoma evansi. L'Indonésie est en effet l'un des foyers épidémiques du surra, une maladie infectieuse transmise aux chevaux par Trypanosoma evansi, via un tabanidé qui pique les chevaux.

## Culture

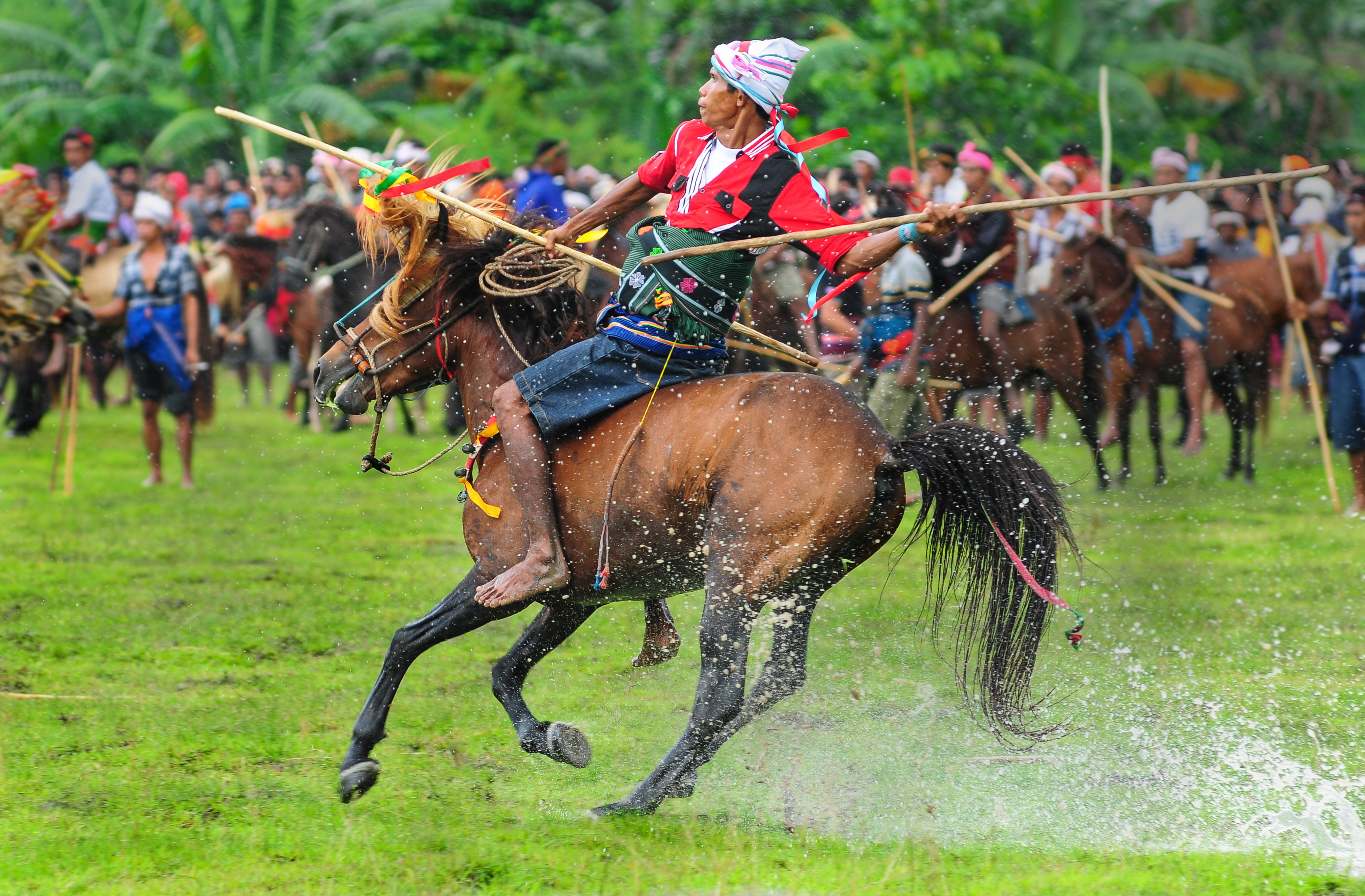
Pasola sur l'île de Sumba.

Le mot kuda désigne le cheval en indonésien. Il existe en Indonésie une variété de « savoirs sur les chevaux », socialement bien ancrée.
D'après Boomgaard, la littérature javanaise est « extrêmement détaillée sur les chevaux aux caractéristiques chanceuses et malchanceuses (katuranggan) ».